# Magda Olivetti
Magda Olivetti (Ivrea, 1 de junio de 1935 - Florencia, 25 de abril de 2020) fue una traductora, germanista y física italiana.

## Biografía
Hija de padre italiano y madre alemana, era nieta del conocido empresario industrial Adriano Olivetti. Tras conseguir la licenciatura "Magna cum laude" en Física teórica, con Tullio Regge como asesor de tesis, trabajó un tiempo en la Universidad de Turín como colaboradora científica. Más adelante, se mudó a Zagreb con su marido, de origen croata, y sus tres hijos, dividiendo su actividad laboral entre la Suiza francesa y Estados Unidos. 
En 1975, volvió a Italia y se estableció en Florencia; a partir de entonces, comenzó a impartir conferencias sobre traducción literaria y publicó diversos artículos en revistas científicas y literarias.
En 1988, ganó el premio Grinzane Cavour en traducción.
Gracias a las financiaciones concedidas por la Región Piamonte, el Fondo Social Europeo y el Salón del Libro de Turín, fundó en 1992 en dicha ciudad la Scuola Europea di Traduzione Letteraria (SETL), que posteriormente se trasladó a Florencia, transformándose en una fundación.
En 1993, dejó el cargo de vicepresidenta de la Fundación Adriano Olivetti, en la cual colaboraba como consejera, para así poderse dedicar plenamente al colegio de traducción.
Recibió el Premio Nacional de Traducción de la república italiana en 2009.
Especializada en traducción alemán-italiano, Olivetti tradujo principalmente obras de Thomas Bernhard, Musil, Rilke, Schnitzler e Ingeborg Bachmann, principalmente para las editoriales Einaudi y Adelphi.

## Principales traducciones
- Bachmann, Ingeborg , El trigésimo año, Adelphi, Milán, 1985.
- Idem, El caso Franza: Réquiem por Fanny Goldmann, Adelphi, Milán, 1988.
- Bernhard, Thomas, La partida de caza, Einaudi, Turín, 1983.
- Idem, La calera, Einaudi, Turín, 1984.
- Idem, Helada, Einaudi, Turín, 1986.
- Idem, Amras, Einaudi, Turín, 1989.
- Kafka, Franz , El Desaparecido, La Repubblica, Roma, 1997.
- Zoderer, Joseph, Dauerhaftes Morgenrot (El amanecer permanente), Einaudi, Turín, 1989.